# Popa Taung Kalat

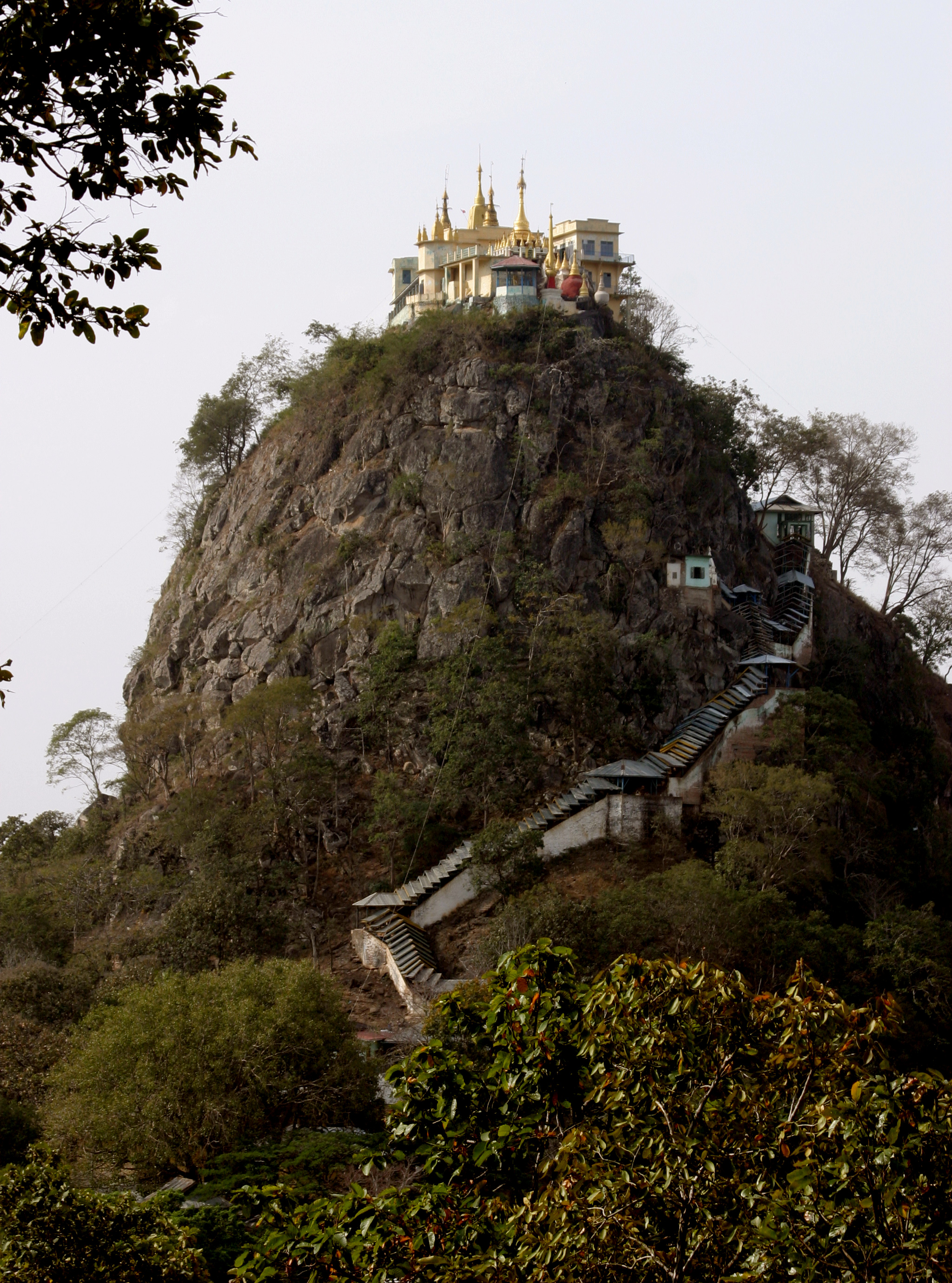
Popa Taung Kalat

Popa Taung Kalat ist ein Vulkankegel mit einem Nat-Tempel im Nyaung U (Distrikt) der Mandalay-Region in Myanmar.

## Beschreibung
Etwa 50 km südöstlich der Tempelstadt Bagan und nicht weit vom Mount Popa, mit dem er oft verwechselt wird, steht der 737 m hohe Vulkankegel mit der Tuyin-Taung-Pagode. Im Pilgersdorf am Fuß des Berges befindet sich der Schrein der 37 kanonischen Nats; mit ihren Attributen und ihrer typischen Kleidung stehen sie als lebensgroße Figuren in einer Reihe. Im Mittelpunkt aber steht Mae Wanna Thanegi, die Schwester des Mon-Königs Manuha, mit ihrem Mann und ihren beiden Söhnen.
Vom Dorf erreicht man über 777 Stufen den Wohnsitz der Nats, der Schutzheiligen Myanmars, auf dem Vulkan. Dort wurden im 20. Jahrhundert einige kleine Stupas und eine Gedenkstätte für den Magier Po Min Gaung errichtet, der dort gewirkt hat.

## Galerie

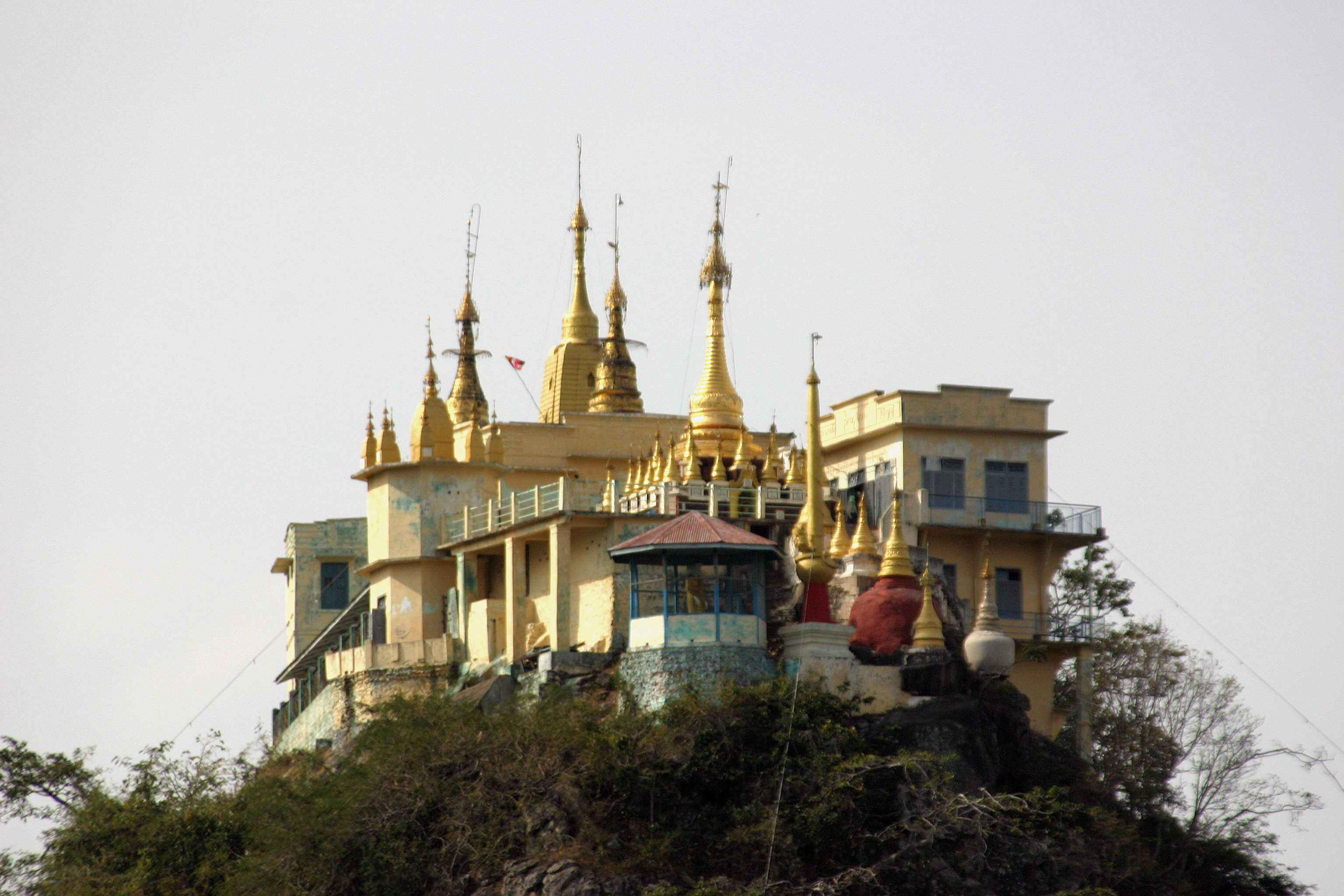
Tuyin-Taung-Pagode
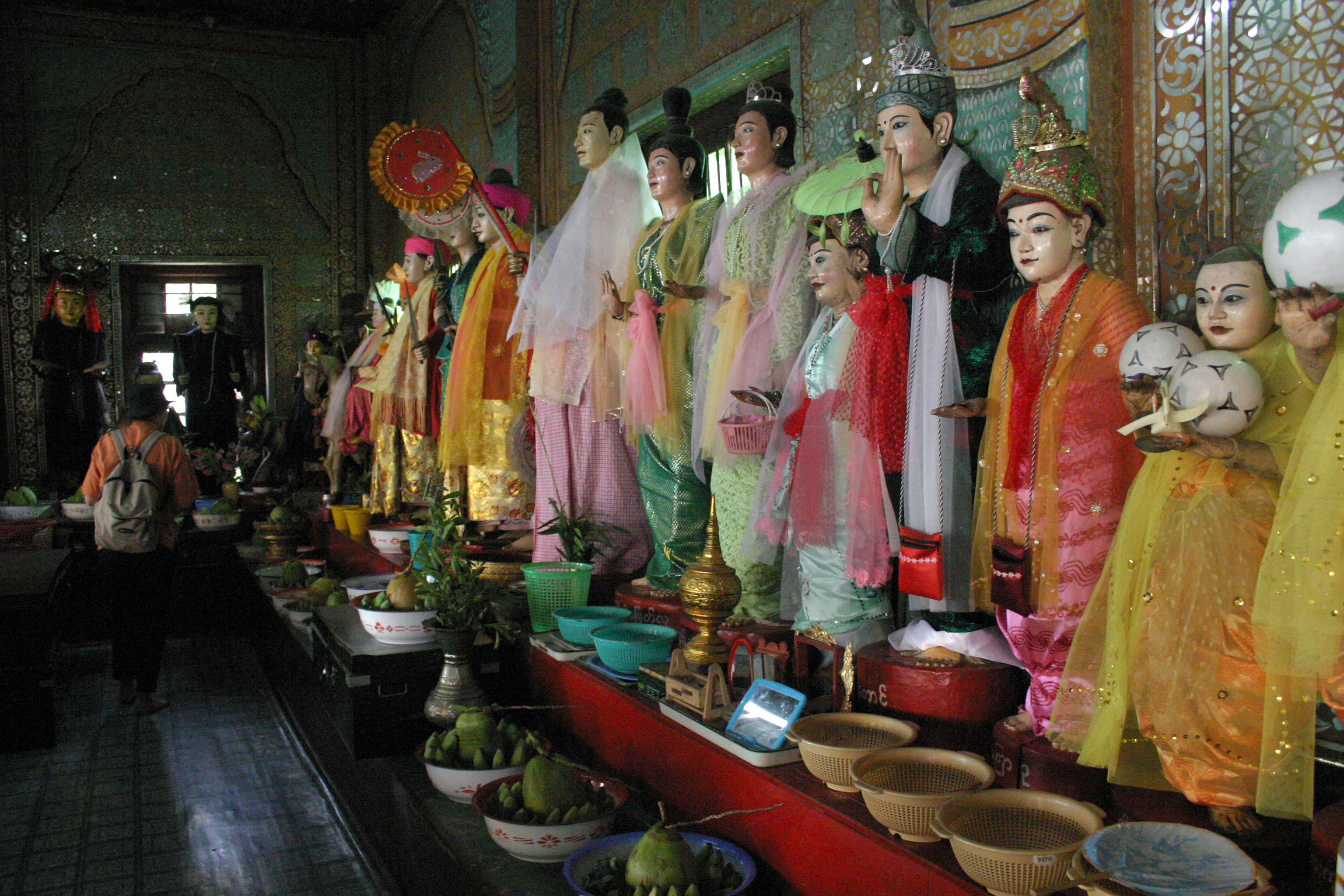
Nats
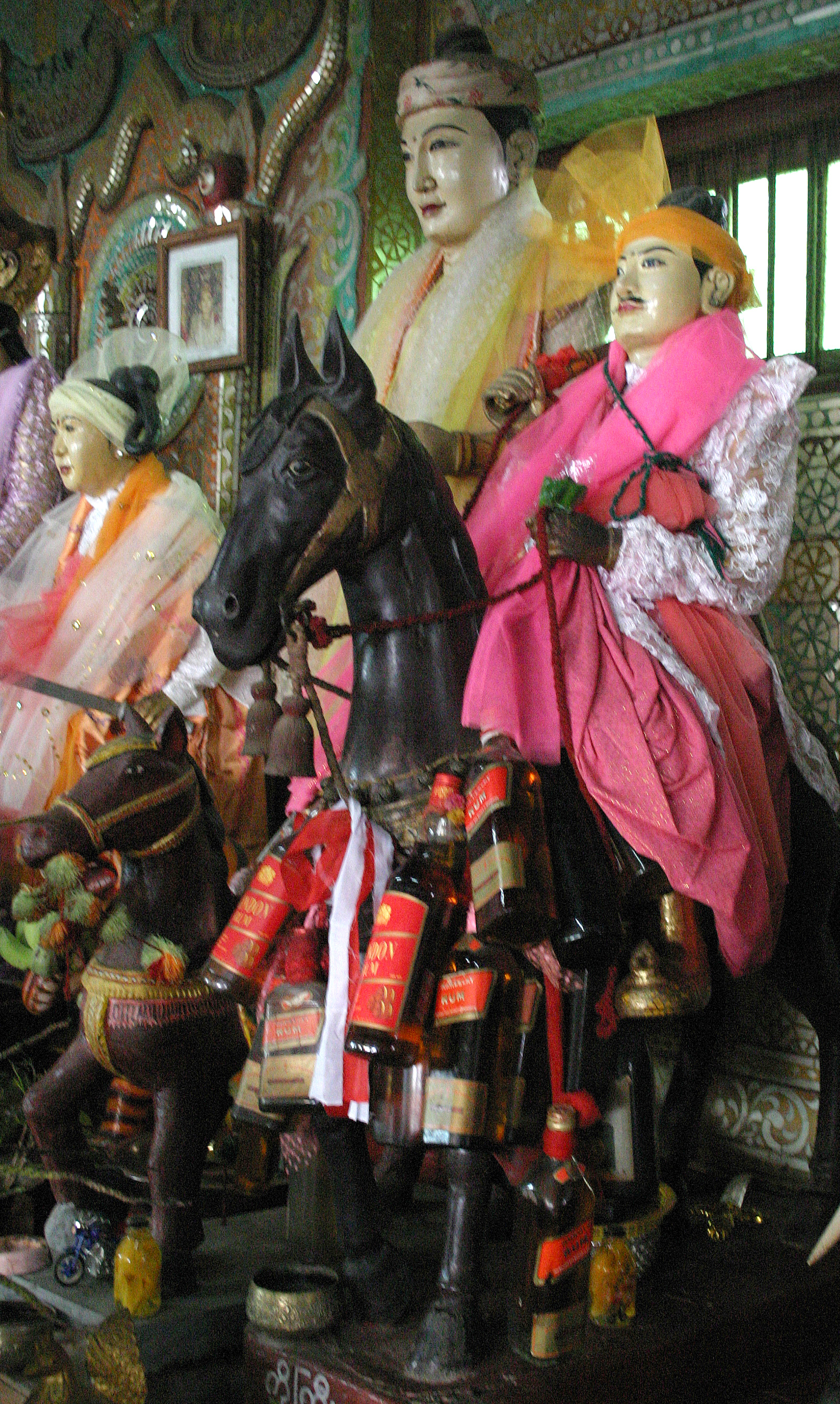
Min Kyawzwa
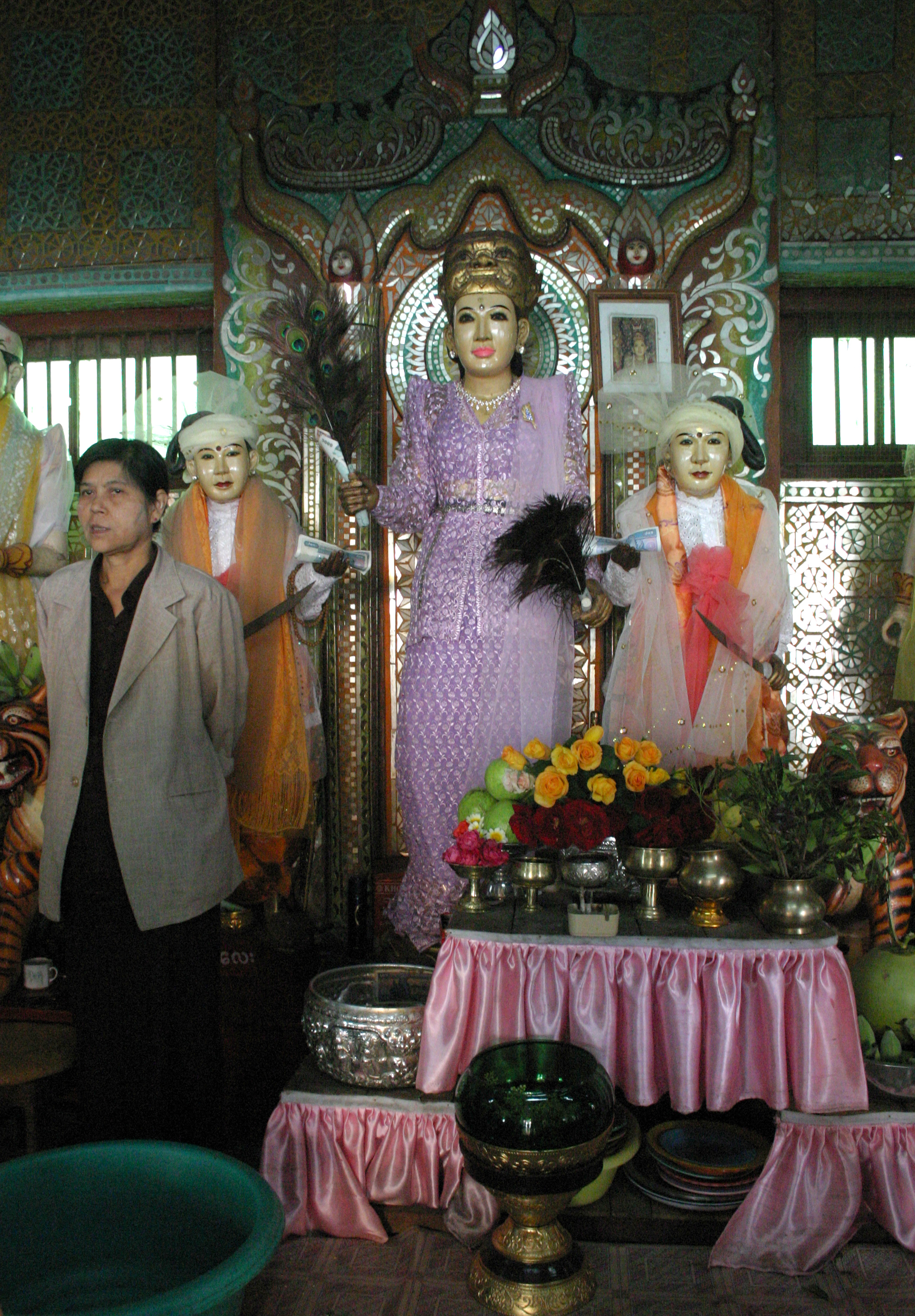
Mae Wanna Thanegi
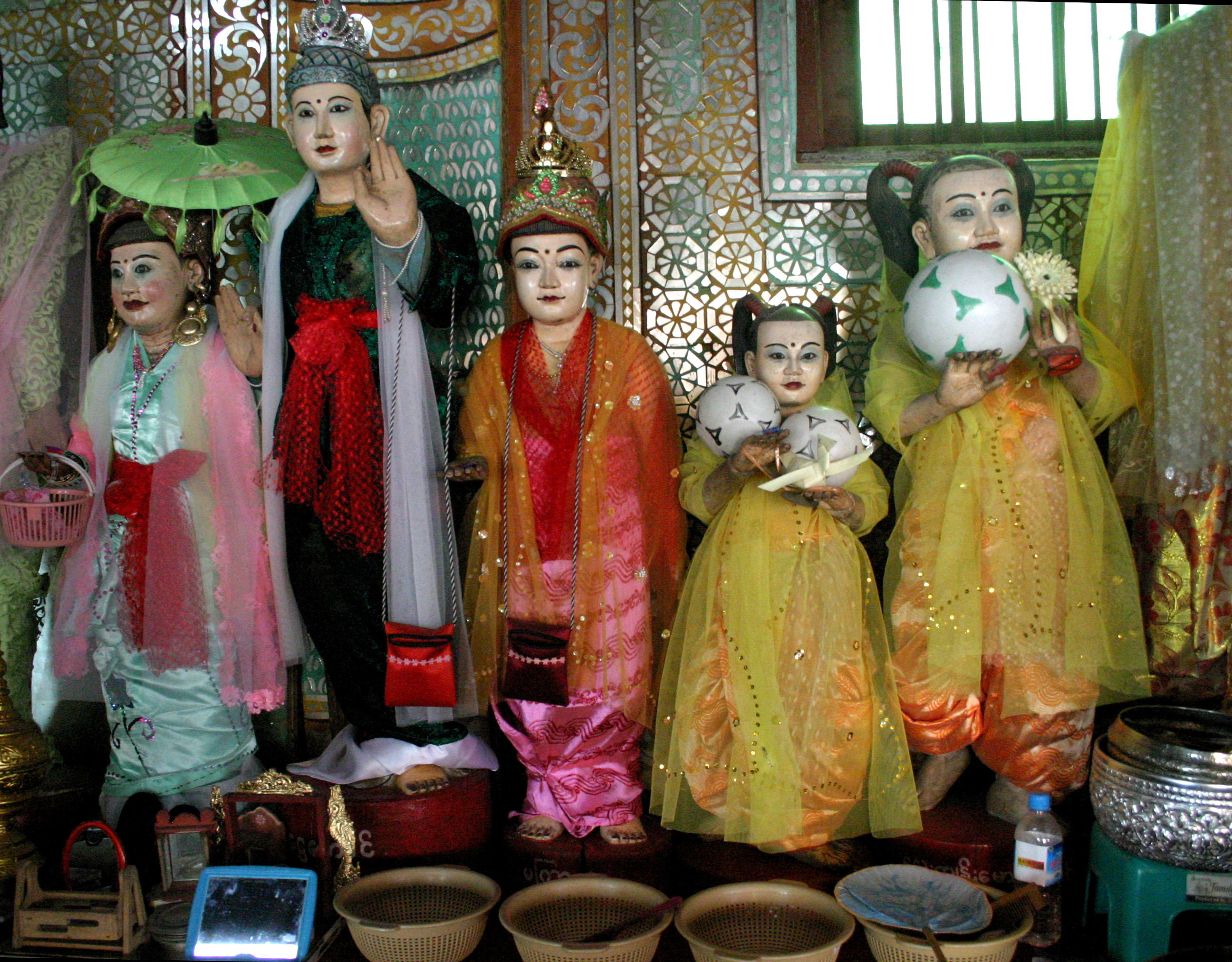
Nats
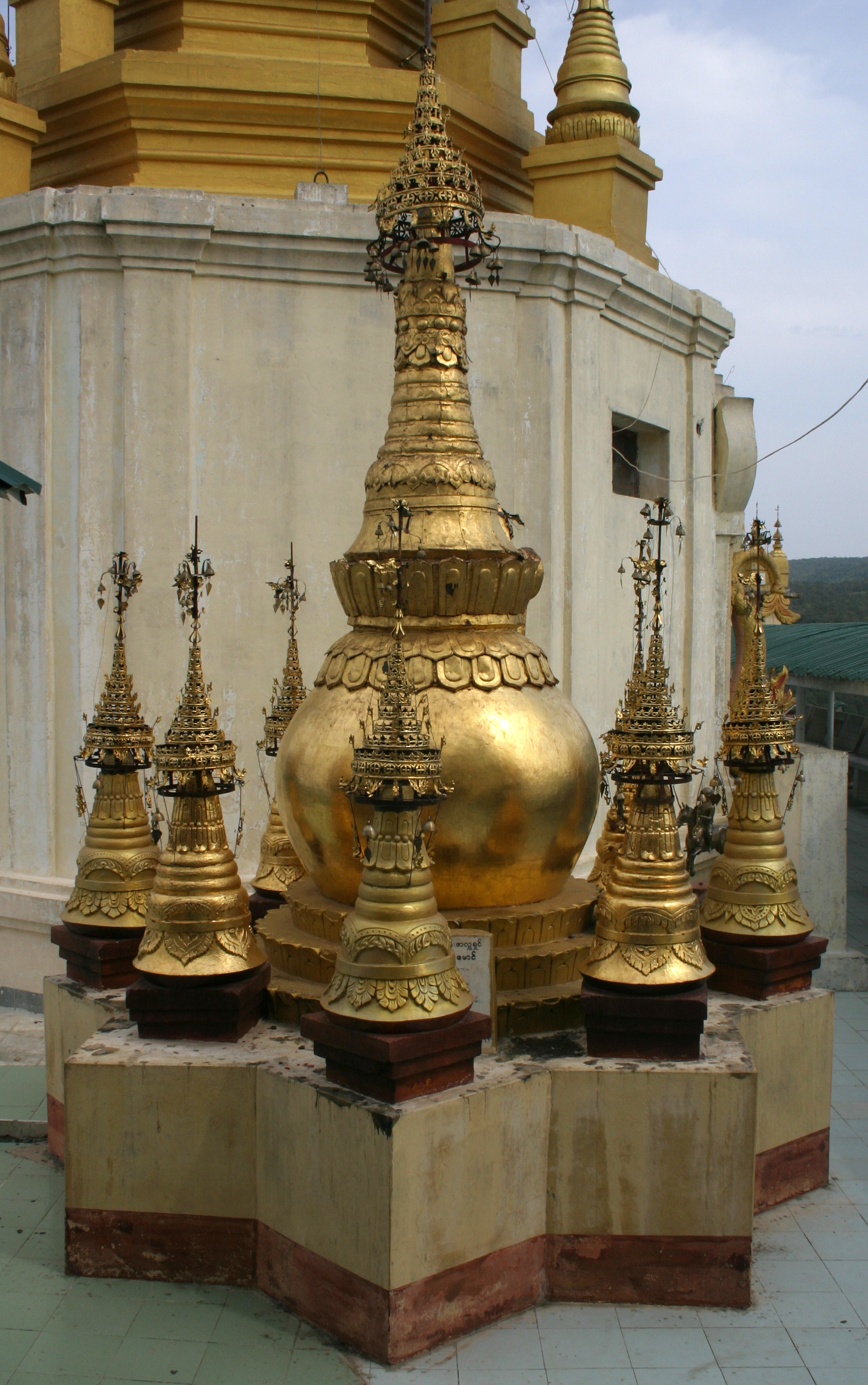
Stupas
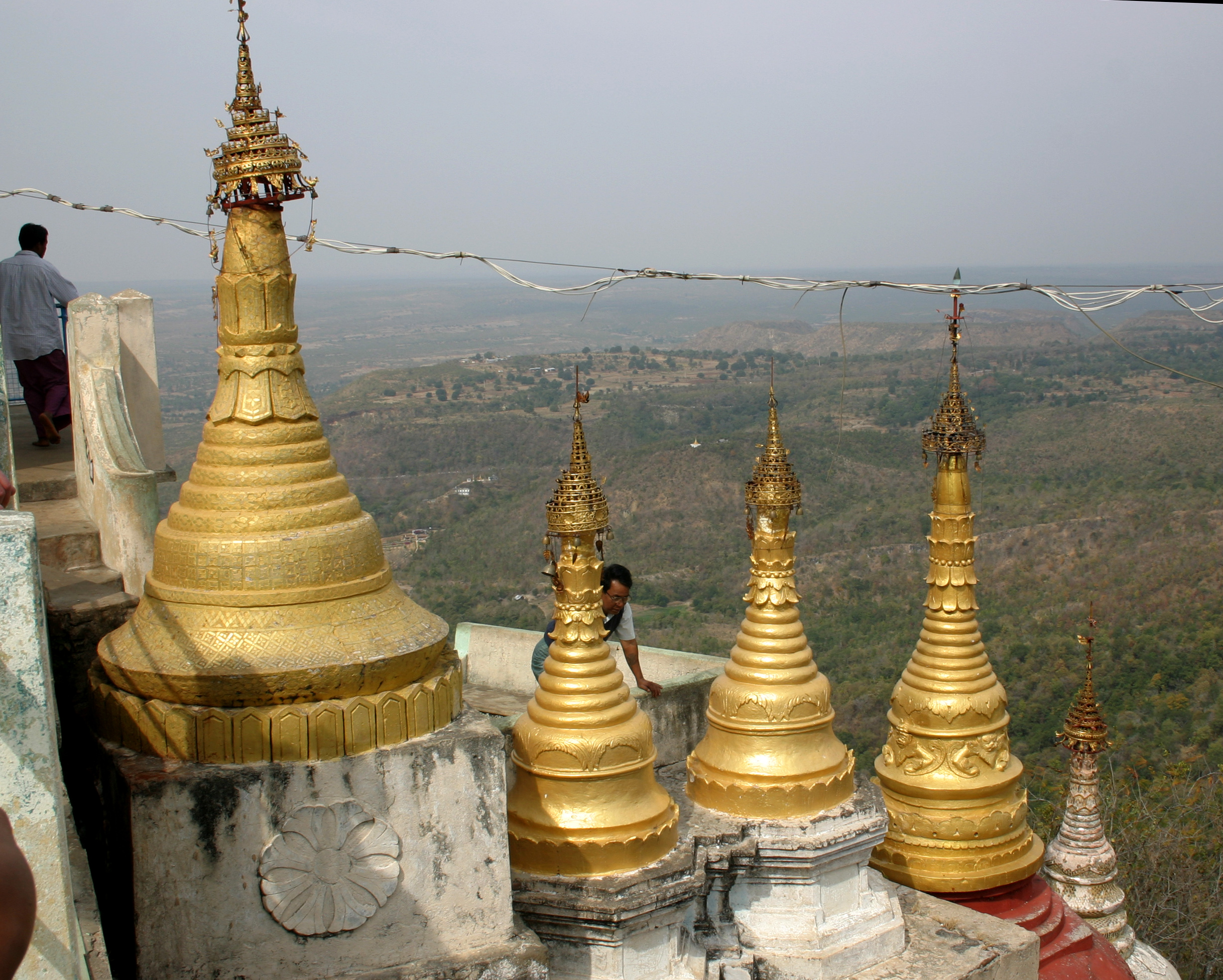
Stupas
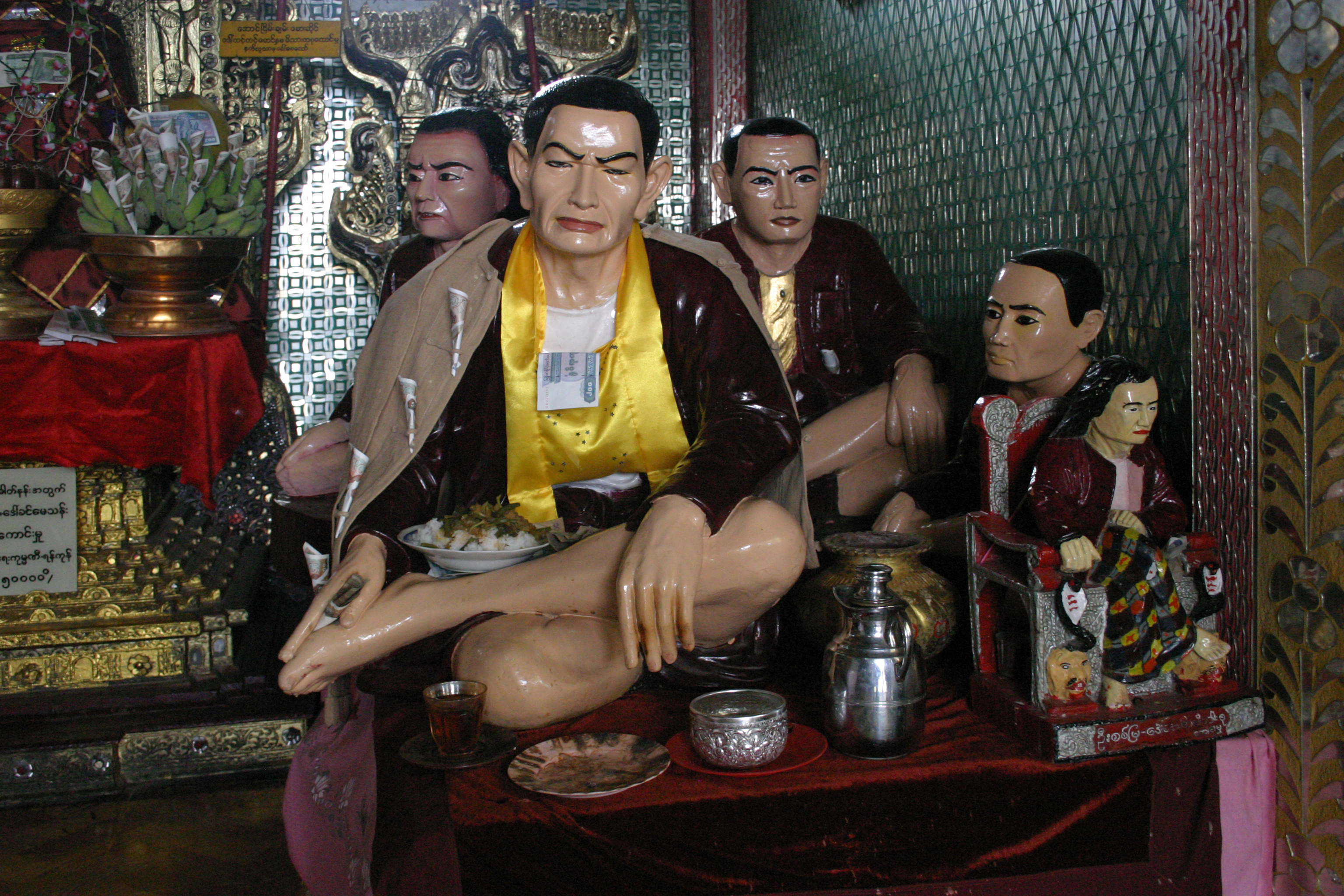
Po Min Gaung